# Canottieri Leonida Bissolati 2007-2008

## Rosa
| N. |                   | Ruolo | Calciatore         |
| -- | ----------------- | ----- | ------------------ |
|    | Italia (bandiera) |       | Abbiati Luca       |
|    | Italia (bandiera) |       | Abbiati Marco      |
|    | Italia (bandiera) |       | Bartiloro Riccardo |
|    | Italia (bandiera) |       | Fedeli Diego       |
|    | Italia (bandiera) |       | Ghisani Renato     |
|    | Italia (bandiera) |       | Giusti Emanuele    |
|    | Italia (bandiera) |       | Giusti Lorenzo     |
|    | Italia (bandiera) |       | Mutti Stefano      |
|    | Italia (bandiera) |       | Nava Edoardo       |
|    | Italia (bandiera) |       | Pantaleo Gianluca  |
|    | Italia (bandiera) |       | Piazzi Gianluca    |
|    | Italia (bandiera) |       | Rizzi Matteo       |
|    | Italia (bandiera) |       | Ruvioli Filippo    |
|    | Italia (bandiera) |       | Scolari Mattia     |
|    | Italia (bandiera) |       | Triboldi Giovanni  |
|    | Italia (bandiera) |       | Visconti Federico  |
|    | Italia (bandiera) |       | Visconti Marco     |
|    | Italia (bandiera) |       | Zoppi Carlo        |

Allenatore: Maurizio Stagno